# مسیان ۱۱۰۵۰
سیارک ۱۱۰۵۰ (به انگلیسی: 11050 Messiaen، نامگذاری:1990TE7) یازده هزار و پنجاهمین سیارک کشف شده‌است که در ۱۳ اکتبر ۱۹۹۰ کشف شد.
قدر مطلق سیارک برابر ۱۳٫۶۰ است.